# 2. ŽNL Vukovarsko-srijemska Grupa A 2001./02.
U viši rang, odnosno 1. ŽNL Vukovarsko-srijemsku se plasirao pobjednik NK Nosteria Nuštar, dok su u 3. ŽNL Vukovarsko-srijemska ispali NK Sremac Markušica, NK Bršadin i NK Mohovo.

## Tablica
| Mj. | Klub                 | Sus. | Pobj. | Ner. | Por. | GR.    | Bod. |
| --- | -------------------- | ---- | ----- | ---- | ---- | ------ | ---- |
| 1.  | NK Nosteria Nuštar   | 30   | 25    | 3    | 2    | 98:29  | 78   |
| 2.  | NK Meteor Slakovci   | 30   | 20    | 4    | 6    | 105:41 | 64   |
| 3.  | NK Hajduk Bapska     | 30   | 15    | 4    | 11   | 105:65 | 49   |
| 4.  | NK Mladost Cerić     | 30   | 16    | 1    | 13   | 68:59  | 49   |
| 5.  | NK Sloga Borovo      | 30   | 15    | 3    | 12   | 86:59  | 48   |
| 6.  | NK Hajduk Tovarnik   | 30   | 13    | 8    | 9    | 66:40  | 47   |
| 7.  | HNK Radnički Vukovar | 30   | 12    | 7    | 11   | 49:51  | 43   |
| 8.  | NK Šarengrad         | 30   | 11    | 7    | 12   | 76:73  | 40   |
| 9.  | NK Negoslavci        | 30   | 12    | 4    | 14   | 71:86  | 40   |
| 10. | NK Zrinski Tordinci  | 30   | 11    | 5    | 14   | 50:76  | 38   |
| 11. | NK Petrovci          | 30   | 11    | 3    | 16   | 66:89  | 36   |
| 12. | NK Marinci           | 30   | 10    | 4    | 16   | 58:86  | 34   |
| 13. | HNK Vupik Vukovar    | 30   | 9     | 6    | 15   | 53:75  | 33   |
| 14. | NK Sremac Markušica  | 30   | 9     | 6    | 15   | 50:83  | 33   |
| 15. | NK Bršadin           | 30   | 8     | 6    | 16   | 60:87  | 30   |
| 16. | NK Mohovo            | 30   | 5     | 5    | 20   | 38:100 | 20   |

## Rezultati
| NK Nosteria Nuštar - NK Bršadin 5:1 NK Hajduk Tovarnik - NK Zrinski Tordinci 2:0 NK Marinci - HNK Vupik Vukovar 2:1 NK Hajduk Bapska - NK Šarengrad 6:1 NK Negoslavci - NK Petrovci 3:1 HNK Radnički Vukovar - NK Sloga Borovo 1:3 NK Sremac Markušica - NK Meteor Slakovci 4:2 NK Mohovo - NK Mladost Cerić 0:1    | NK Nosteria Nuštar - NK Hajduk Tovarnik 2:0 NK Zrinski Tordinci - NK Marinci 2:0 HNK Vupik Vukovar - NK Hajduk Bapska 2:7 NK Šarengrad - NK Negoslavci 8:1 NK Petrovci - HNK Radnički Vukovar 2:2 NK Sloga Borovo - NK Sremac Markušica 7:1 NK Meteor Slakovci - NK Mohovo 3:1 NK Bršadin - NK Mladost Cerić 0:3    | NK Hajduk Tovarnik - NK Bršadin 6:0 NK Marinci - NK Nosteria Nuštar 1:5 NK Hajduk Bapska - NK Zrinski Tordinci 9:1 NK Negoslavci - HNK Vupik Vukovar 6:2 HNK Radnički Vukovar - NK Šarengrad 2:2 NK Sremac Markušica - NK Petrovci 3:2 NK Mohovo - NK Sloga Borovo 1:1 NK Mladost Cerić - NK Meteor Slakovci 2:1    |
| NK Nosteria Nuštar - NK Hajduk Bapska 2:1 NK Hajduk Tovarnik - NK Marinci 4:1 NK Zrinski Tordinci - NK Negoslavci 1:0 HNK Vupik Vukovar - HNK Radnički Vukovar 1:1 NK Šarengrad - NK Sremac Markušica 4:2 NK Petrovci - NK Mohovo 1:1 NK Sloga Borovo - NK Mladost Cerić 3:0 NK Bršadin - NK Meteor Slakovci 2:3    | NK Negoslavci - NK Nosteria Nuštar 0:4 NK Hajduk Bapska - NK Hajduk Tovarnik 3:2 NK Marinci - NK Bršadin 4:1 HNK Radnički Vukovar - NK Zrinski Tordinci 0:1 NK Sremac Markušica - HNK Vupik Vukovar 1:1 NK Mohovo - NK Šarengrad 2:1 NK Mladost Cerić - NK Petrovci 2:1 NK Meteor Slakovci - NK Sloga Borovo 1:3    | NK Bršadin - NK Sloga Borovo 1:0 NK Petrovci - NK Meteor Slakovci 3:2 NK Šarengrad - NK Mladost Cerić 6:5 HNK Vupik Vukovar - NK Mohovo 2:1 NK Zrinski Tordinci - NK Sremac Markušica 1:1 NK Nosteria Nuštar - HNK Radnički Vukovar 3:0 NK Hajduk Tovarnik - NK Negoslavci 0:2 NK Marinci - NK Hajduk Bapska 4:1    |
| NK Sremac Markušica - NK Nosteria Nuštar 1:2 HNK Radnički Vukovar - NK Hajduk Tovarnik 0:4 NK Negoslavci - NK Marinci 6:1 NK Hajduk Bapska - NK Bršadin 9:1 NK Mohovo - NK Zrinski Tordinci 1:2 NK Mladost Cerić - HNK Vupik Vukovar 3:2 NK Meteor Slakovci - NK Šarengrad 3:0 NK Sloga Borovo - NK Petrovci 6:1    | NK Nosteria Nuštar - NK Mohovo 5:0 NK Hajduk Tovarnik - NK Sremac Markušica 0:0 NK Marinci - HNK Radnički Vukovar 1:3 NK Hajduk Bapska - NK Negoslavci 1:3 NK Zrinski Tordinci - NK Mladost Cerić 3:1 HNK Vupik Vukovar - NK Meteor Slakovci 0:5 NK Šarengrad - NK Sloga Borovo 3:0 NK Bršadin - NK Petrovci 2:2    | NK Mladost Cerić - NK Nosteria Nuštar 1:0 NK Mohovo - NK Hajduk Tovarnik 1:4 ↓1 NK Sremac Markušica - NK Marinci 0:0 HNK Radnički Vukovar - NK Hajduk Bapska 5:1 NK Negoslavci - NK Bršadin 3:1 NK Meteor Slakovci - NK Zrinski Tordinci 6:0 NK Sloga Borovo - HNK Vupik Vukovar 2:1 NK Petrovci - NK Šarengrad 0:3 |
| NK Nosteria Nuštar - NK Meteor Slakovci 1:0 NK Hajduk Tovarnik - NK Mladost Cerić 4:1 NK Marinci - NK Mohovo 3:0 NK Hajduk Bapska - NK Sremac Markušica 10:1 NK Negoslavci - HNK Radnički Vukovar 2:2 NK Zrinski Tordinci - NK Sloga Borovo 3:1 HNK Vupik Vukovar - NK Petrovci 3:1 NK Bršadin - NK Šarengrad 2:2   | NK Sloga Borovo - NK Nosteria Nuštar 5:1 NK Meteor Slakovci - NK Hajduk Tovarnik 2:2 NK Mladost Cerić - NK Marinci 3:1 NK Mohovo - NK Hajduk Bapska 3:6 NK Sremac Markušica - NK Negoslavci 3:0 HNK Radnički Vukovar - NK Bršadin 2:1 NK Petrovci - NK Zrinski Tordinci 5:2 NK Šarengrad - HNK Vupik Vukovar 3:1    | NK Nosteria Nuštar - NK Petrovci 2:0 NK Hajduk Tovarnik - NK Sloga Borovo 2:1 NK Marinci - NK Meteor Slakovci 0:1 NK Hajduk Bapska - NK Mladost Cerić 7:3 NK Negoslavci - NK Mohovo 5:1 HNK Radnički Vukovar - NK Sremac Markušica 4:1 NK Zrinski Tordinci - NK Šarengrad 5:2 NK Bršadin - HNK Vupik Vukovar 1:1    |
| NK Šarengrad - NK Nosteria Nuštar 0:2 NK Petrovci - NK Hajduk Tovarnik 5:3 NK Sloga Borovo - NK Marinci 9:0 NK Meteor Slakovci - NK Hajduk Bapska 4:0 NK Mladost Cerić - NK Negoslavci 6:2 NK Mohovo - HNK Radnički Vukovar 0:3 ↓2 NK Sremac Markušica - NK Bršadin 4:4 HNK Vupik Vukovar - NK Zrinski Tordinci 4:1 | NK Nosteria Nuštar - HNK Vupik Vukovar 2:1 NK Hajduk Tovarnik - NK Šarengrad 3:2 NK Marinci - NK Petrovci 0:2 NK Hajduk Bapska - NK Sloga Borovo 6:1 NK Negoslavci - NK Meteor Slakovci 2:4 HNK Radnički Vukovar - NK Mladost Cerić 2:1 NK Sremac Markušica - NK Mohovo 4:1 NK Bršadin - NK Zrinski Tordinci 3:1    | NK Zrinski Tordinci - NK Nosteria Nuštar 3:7 HNK Vupik Vukovar - NK Hajduk Tovarnik 1:1 NK Šarengrad - NK Marinci 7:1 NK Petrovci - NK Hajduk Bapska 3:2 NK Sloga Borovo - NK Negoslavci 3:3 NK Meteor Slakovci - HNK Radnički Vukovar 4:1 NK Mladost Cerić - NK Sremac Markušica 2:0 NK Mohovo - NK Bršadin 3:2    |
| NK Bršadin - NK Nosteria Nuštar 0:3 NK Zrinski Tordinci - NK Hajduk Tovarnik 0:1 HNK Vupik Vukovar - NK Marinci 1:0 NK Šarengrad - NK Hajduk Bapska 4:1 NK Petrovci - NK Negoslavci 3:2 NK Sloga Borovo - HNK Radnički Vukovar 1:2 NK Meteor Slakovci - NK Sremac Markušica 2:1 NK Mladost Cerić - NK Mohovo 1:0    | NK Hajduk Tovarnik - NK Nosteria Nuštar 0:1 NK Marinci - NK Zrinski Tordinci 3:4 NK Hajduk Bapska - HNK Vupik Vukovar 7:0 NK Negoslavci - NK Šarengrad 2:2 HNK Radnički Vukovar - NK Petrovci 2:0 NK Sremac Markušica - NK Sloga Borovo 1:3 NK Mohovo - NK Meteor Slakovci 0:8 NK Mladost Cerić - NK Bršadin 5:2    | NK Bršadin - NK Hajduk Tovarnik 2:1 NK Nosteria Nuštar - NK Marinci 2:2 NK Zrinski Tordinci - NK Hajduk Bapska 1:1 HNK Vupik Vukovar - NK Negoslavci 3:0 NK Šarengrad - HNK Radnički Vukovar 4:3 NK Petrovci - NK Sremac Markušica 6:1 NK Sloga Borovo - NK Mohovo 3:0 NK Meteor Slakovci - NK Mladost Cerić 5:1    |
| NK Hajduk Bapska - NK Nosteria Nuštar 3:3 NK Marinci - NK Hajduk Tovarnik 2:1 NK Negoslavci - NK Zrinski Tordinci 2:0 HNK Radnički Vukovar - HNK Vupik Vukovar 1:0 NK Sremac Markušica - NK Šarengrad 3:0 NK Mohovo - NK Petrovci 3:1 NK Mladost Cerić - NK Sloga Borovo 4:1 NK Meteor Slakovci - NK Bršadin 11:2   | NK Nosteria Nuštar - NK Negoslavci 9:0 NK Hajduk Tovarnik - NK Hajduk Bapska 0:0 NK Bršadin - NK Marinci 1:1 NK Zrinski Tordinci - HNK Radnički Vukovar 1:1 HNK Vupik Vukovar - NK Sremac Markušica 4:0 NK Šarengrad - NK Mohovo 1:2 NK Petrovci - NK Mladost Cerić 4:1 NK Sloga Borovo - NK Meteor Slakovci 2:4    | NK Sloga Borovo - NK Bršadin 3:4 NK Meteor Slakovci - NK Petrovci 8:1 NK Mladost Cerić - NK Šarengrad 4:0 NK Mohovo - HNK Vupik Vukovar 1:1 NK Sremac Markušica - NK Zrinski Tordinci 2:1 HNK Radnički Vukovar - NK Nosteria Nuštar 0:1 NK Negoslavci - NK Hajduk Tovarnik 2:1 NK Hajduk Bapska - NK Marinci 4:0    |
| NK Nosteria Nuštar - NK Sremac Markušica 6:1 NK Hajduk Tovarnik - HNK Radnički Vukovar 1:1 NK Marinci - NK Negoslavci 6:2 NK Bršadin - NK Hajduk Bapska 3:1 NK Zrinski Tordinci - NK Mohovo 1:1 HNK Vupik Vukovar - NK Mladost Cerić 1:0 NK Šarengrad - NK Meteor Slakovci 1:3 NK Petrovci - NK Sloga Borovo 3:5    | NK Mohovo - NK Nosteria Nuštar 1:5 NK Sremac Markušica - NK Hajduk Tovarnik 2:4 HNK Radnički Vukovar - NK Marinci 2:1 NK Negoslavci - NK Hajduk Bapska 2:0 NK Mladost Cerić - NK Zrinski Tordinci 4:0 ↓3 NK Meteor Slakovci - HNK Vupik Vukovar 7:1 NK Sloga Borovo - NK Šarengrad 4:3 NK Petrovci - NK Bršadin 3:2 | NK Nosteria Nuštar - NK Mladost Cerić 1:0 NK Hajduk Tovarnik - NK Mohovo 7:0 NK Marinci - NK Sremac Markušica 4:1 NK Hajduk Bapska - HNK Radnički Vukovar 2:0 NK Bršadin - NK Negoslavci 4:2 NK Zrinski Tordinci - NK Meteor Slakovci 1:2 HNK Vupik Vukovar - NK Sloga Borovo 3:1 NK Šarengrad - NK Petrovci 3:2    |
| NK Meteor Slakovci - NK Nosteria Nuštar 1:3 NK Mladost Cerić - NK Hajduk Tovarnik 2:2 NK Mohovo - NK Marinci 2:3 NK Sremac Markušica - NK Hajduk Bapska 1:3 HNK Radnički Vukovar - NK Negoslavci 3:2 NK Sloga Borovo - NK Zrinski Tordinci 5:0 NK Petrovci - HNK Vupik Vukovar 2:1 NK Šarengrad - NK Bršadin 1:1    | NK Nosteria Nuštar - NK Sloga Borovo 3:2 NK Hajduk Tovarnik - NK Meteor Slakovci 1:1 NK Marinci - NK Mladost Cerić 7:5 NK Hajduk Bapska - NK Mohovo 5:3 NK Negoslavci - NK Sremac Markušica 6:3 NK Bršadin - HNK Radnički Vukovar 3:0 NK Zrinski Tordinci - NK Petrovci 3:2 HNK Vupik Vukovar - NK Šarengrad 2:4    | NK Petrovci - NK Nosteria Nuštar 1:10 NK Sloga Borovo - NK Hajduk Tovarnik 2:0 NK Meteor Slakovci - NK Marinci 6:2 NK Mladost Cerić - NK Hajduk Bapska 2:0 NK Mohovo - NK Negoslavci 5:2 NK Sremac Markušica - HNK Radnički Vukovar 3:2 NK Šarengrad - NK Zrinski Tordinci 3:3 HNK Vupik Vukovar - NK Bršadin 3:1   |
| NK Nosteria Nuštar - NK Šarengrad 3:1 NK Hajduk Tovarnik - NK Petrovci 6:2 NK Marinci - NK Sloga Borovo 2:0 NK Hajduk Bapska - NK Meteor Slakovci 3:3 NK Negoslavci - NK Mladost Cerić 3:1 HNK Radnički Vukovar - NK Mohovo 4:1 NK Bršadin - NK Sremac Markušica 0:2 NK Zrinski Tordinci - HNK Vupik Vukovar 7:5    | HNK Vupik Vukovar - NK Nosteria Nuštar 3:3 NK Šarengrad - NK Hajduk Tovarnik 0:0 NK Petrovci - NK Marinci 5:1 NK Sloga Borovo - NK Hajduk Bapska 5:1 NK Meteor Slakovci - NK Negoslavci 3:1 NK Mladost Cerić - HNK Radnički Vukovar 4:0 NK Mohovo - NK Sremac Markušica 2:2 NK Zrinski Tordinci - NK Bršadin 2:0    | NK Nosteria Nuštar - NK Zrinski Tordinci 2:0 NK Hajduk Tovarnik - HNK Vupik Vukovar 4:2 NK Marinci - NK Šarengrad 5:5 NK Hajduk Bapska - NK Petrovci 5:2 NK Negoslavci - NK Sloga Borovo 4:4 HNK Radnički Vukovar - NK Meteor Slakovci 0:0 NK Sremac Markušica - NK Mladost Cerić 1:0 NK Bršadin - NK Mohovo 13:1   |

## Kvalifikacije za ostanak
Zbog neuspjeha NK Lovor Nijemci u kvalifikacijama za 3. HNL, u dodatnim kvalifikacijama za ostanak u 2. ŽNL Vukovarsko-srijemskoj igrali su 14-oplasirani klubovi iz obje grupe, odnosno NK Sremac Markušica (Grupa A) i NK Slavonac Gradište (Grupa B)
NK Slavonac Gradište - NK Sremac Markušica 1:2
NK Sremac Markušica - NK Slavonac Gradište 2:4
U 3. ŽNL Vukovarsko-srijemsku je ispao NK Sremac Markušica.